# عبلية
'عَبْليّة' هي نوع لاساقي صغير من الصَبِر وموطنه اليمن.